# Lars O. Carlsson (musiker)
Lars O. Carlsson, född 15 september 1947 i Varberg, Hallands län, är en svensk musikproducent, arrangör och musiker med saxofon som huvudinstrument. 
Carlsson turnerade med The Moonlighters när han började arbeta för Mariann Grammofon som arrangör och producent, bland annat till dansbandet Jigs inspelning av "Hallå du gamle indian" 1972. 
Arbetet fortsatte med dansband som Vikingarna, Ingmar Nordströms, Matz Bladhs, Curt Haagers, Schytts och Sven-Ingvars. Förutom arbetet som producent har han även arbetat som studiomusiker, engagerad av exempelvis Abba. Han medföljde Abba på deras världsturné genom Europa och Australien 1977.
På senare år har han spelat med Varbergs storband.